# Antille Olandesi ai Giochi della XX Olimpiade
Le Antille Olandesi parteciparono ai Giochi della XX Olimpiade che si sono svolti a Monaco di Baviera dal 26 agosto all'11 settembre 1972, con una delegazione di due atleti impegnati in altrettante discipline: sollevamento pesi e tiro. Portabandiera fu il tiratore  quarantasettenne Bèto Adriana. Fu la quinta partecipazione di questo paese ai Giochi. Non fu conquistata nessuna medaglia.